# 百代橋

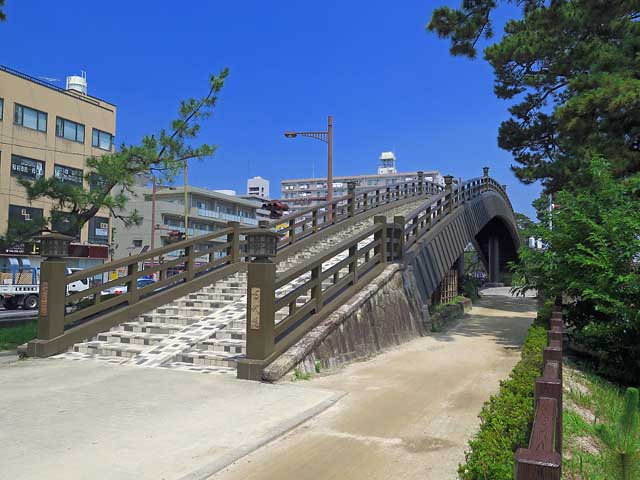
百代橋（2015年7月）

百代橋（ひゃくたいばし）は、埼玉県草加市中根と同市松江の間で草加市道1020号（松原文化通り、松原駅前大通りとも呼ばれる）を交差する、草加市道9001号（草加松原遊歩道）の跨道橋（歩道橋）である。

## 概要
1994年（平成6年）5月に完成した矢立橋と対をなす橋で、草加のシンボルのひとつ。和風の太鼓形歩道橋で長さ63.5メートル、幅3.5メートル。1986年（昭和61年）11月1日に完成した。橋名は一般公募により付けられ、松尾芭蕉の「おくのほそ道」の冒頭の句からとられた。草加市内に設置されている下水道マンホールには百代橋がデザインされているものがある。

## 周辺
- 獨協大学前駅
- 埼玉県道403号獨協大学前停車場線
- 草加市立中央図書館
- 草加松原団地
- 綾瀬川
- 綾瀬川左岸防災公園